# 2016年夏季奧林匹克運動會相關問題
2016年8月在巴西里约热内卢举办的2016年夏季奥林匹克运动会出现一系列的相关问题，引起了媒体和公众的关注。

## 賽事關注度疲弱
雖然是全球4年一度的體育盛事，但基於娛樂選擇增多，加上巴西籌辦奧運的報導等條件，令奧運關注度比以往低。

## 本身存在的問題

### 茲卡病毒

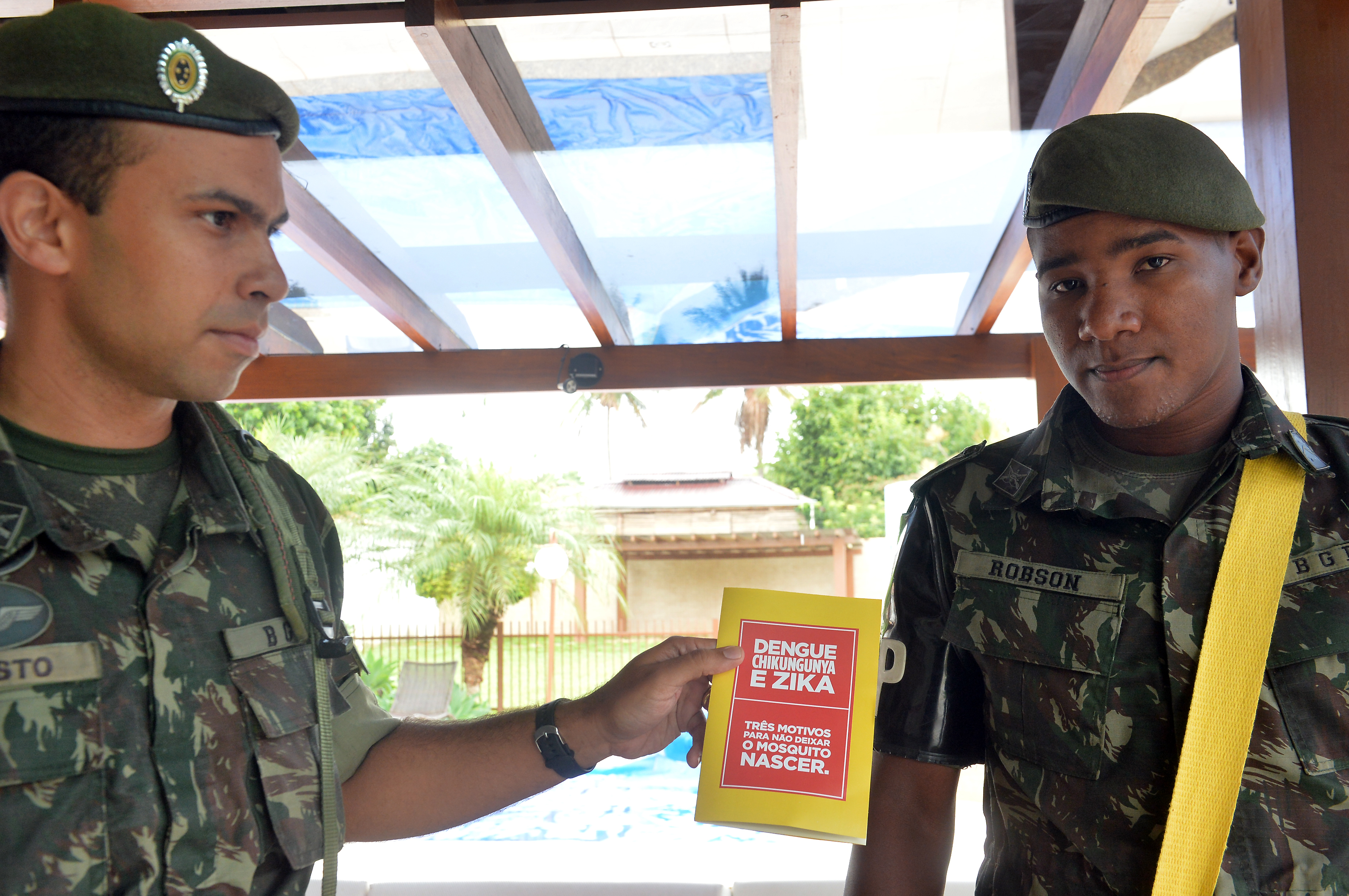
巴西军方出动20多万名士兵开展“挨家挨户”的灭寨卡蚊活动。

奥运会前爆发的茲卡病毒疫情引发运动员和游客的担忧。组织者计划每天对奥运场馆进行检查，防止积水滋生蚊虫。茲卡病毒的传播也被认为与该地区低效的污水处理有关，主办方已采取措施改善污水状况。
许多人呼吁推迟举办奥运会，并警告称50万名预期国际游客的出现可能会导致病毒在国外迅速传播。2016年第一季度的登革热病例比2015年全年要多。渥太华大学的阿米尔·阿塔兰教授（Dr. Amir Attaran）在《哈佛公共卫生评论》（Harvard Public Health Review）文章中指出，里约有着巴西各州中最集中的茲卡传染病。他认为，奥运会可能会导致茲卡爆发的“全球性灾难”，并表示允许比赛继续进行是“对社会的极不负责任”，“在道德上有问题”。另一方面，据称计算机模型和模拟的实证和比赛在蚊子活动减少的南半球冬季举行的事实，证明比赛期间茲卡的威胁不会很高。然而，茲卡在巴西爆发初期也在冬季的几个月发生，但赤道附近的东北部国家在地理上全年无冬。美国疾病控制与预防中心主任汤姆·弗利登表示，“公众健康原因不能取消或推迟奥运会。”
2016年5月，150名医生和科学家联名公开上书世界卫生组织，呼吁他们按照信起草者亚瑟·卡普兰的说法，“公开透明讨论如期在巴西举办奥运会的风险”。世卫驳回了要求，指出“取消或改变2016年奥运会举办地不会明显改变茲卡病毒的国际传播”，也没有“公众健康原因”能推迟比赛。
许多运动员因担心寨卡病毒而退赛，其中包括米洛斯·拉奥尼奇、托马斯·伯蒂奇、西莫娜·哈勒普、卡罗琳娜·普利斯科娃、傑森·戴伊、特亚伊·范哈尔德伦、布兰登·格雷斯、达斯汀·约翰逊、肖恩·劳瑞、罗伊·麦克罗伊、马克·莱许曼、查尔·舒瓦特泽尔、安杰洛·奎伊和乔丹·斯皮思。有鉴于大多数退赛的运动员都是高尔夫球手，国际高尔夫总会主席彼得·道森（Peter Dawson）认为对寨卡病毒的反应过度，表示：“我认为现在不适宜讨论个别例子，尤其是他们通常以健康为由作决定。但从大局上讲，毫无疑问退赛人数影响到高尔夫球赛的正常进行。我们必须接受这一点。但是我要了解这些人作出决定的原因。”不過這個事件已經影響到下一屆的奧運的高爾夫球考慮只舉辦女子項目。

### 卫生

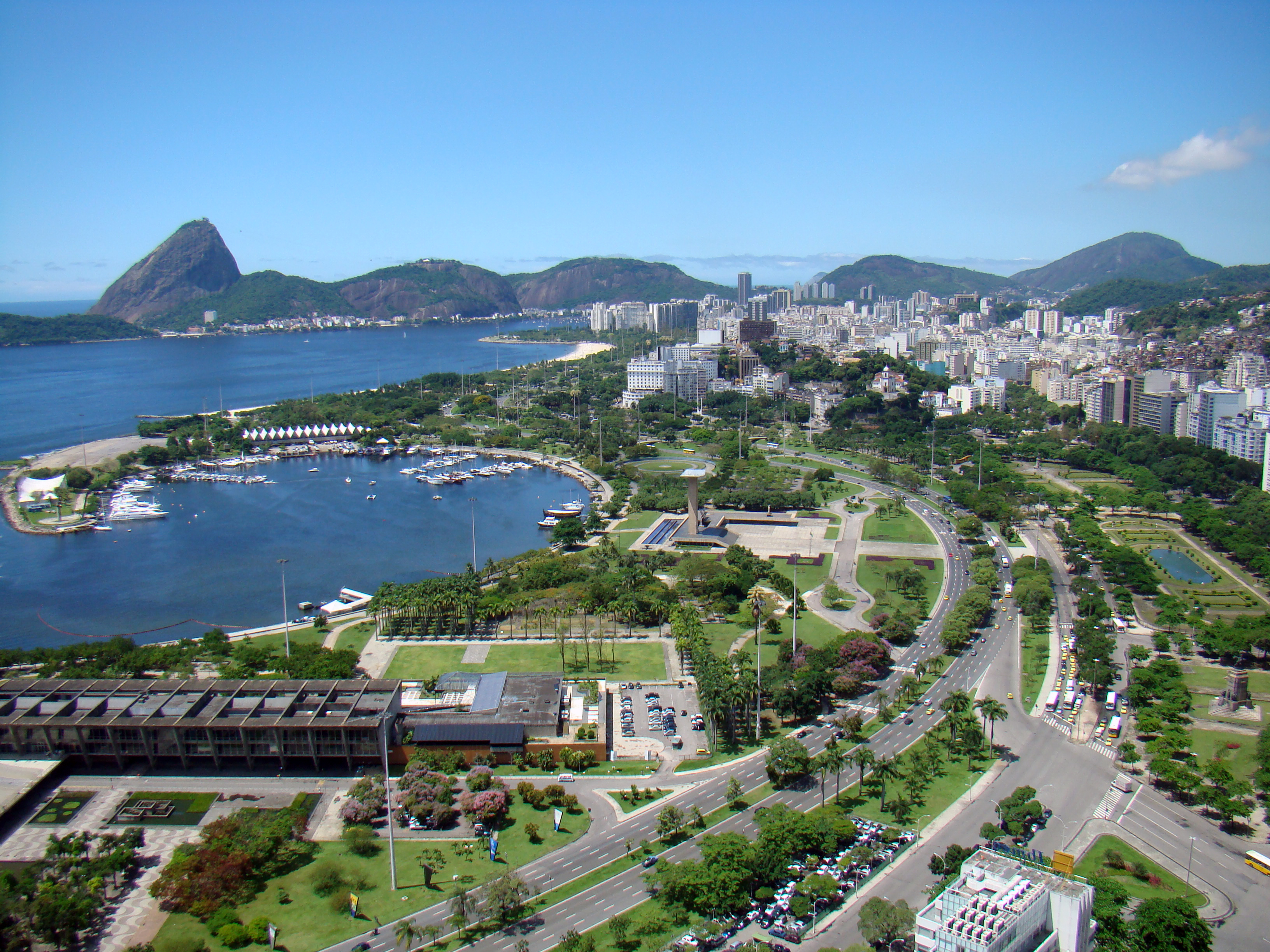
帆船比赛地点格洛里亚码头

举办帆船和帆板比赛的瓜纳巴拉湾污染严重，首要原因是未经回收的垃圾透过受污染的河流和沿海棚户区流入湾区。瓜纳巴拉湾是长期的问题，尽管官员在1992年地球高峰会上承诺将着手解决污染，但此前的尝试都不奏效。里约在申办奥运会时曾再次承诺努力清理湾区。然而，其中一些提议举措面临着预算问题。
经过此前的努力，里约有17%的污水被处理，未处理过的污水也被泄露到湾区。2011年，新的财团接手里约西部用于奥运会传统项目的“AP5”区的污水处理。财团致力于打造出升级污水系统，到2016年底将流入湾区的污水量减少到1700万加仑。然而，新系统的采用进展缓慢，安装费用的不一致引发居民担忧。尽管市长爱德华多·帕埃斯表示城市无法达到处理80%污水的目标，但到2016年3月至少有60%的污水被处理，到奥运会开幕时的预期目标是处理65%的污水。
污水引发对比赛和运动员健康影响，尤其是受污染的水道无法让运动员比赛的担忧。2014年，在湾区训练的水手告诉《纽约时报》，他们必须为躲避在水面上漂浮的从轮胎到狗的尸体等各种各样的垃圾而斗争。同年12月，奥斯瓦尔多·克鲁斯基金会从卡里奥卡河水样中检出耐药的“超级细菌”KPK酶。他们警告称“携带者可以将这些抗药细菌带回自己的环境，传染给其他人，引发传播周期”。2015年，据发现由于开放排水和严重的污染，里约水道“致病病毒”发病率被检测出是“南加州海滩危险程度的170万倍”。2015年8月的测试赛结束后，德国选手埃里克·海尔被发现感染据信与污水有关的多种耐药菌。

### 政局动荡和经济困境

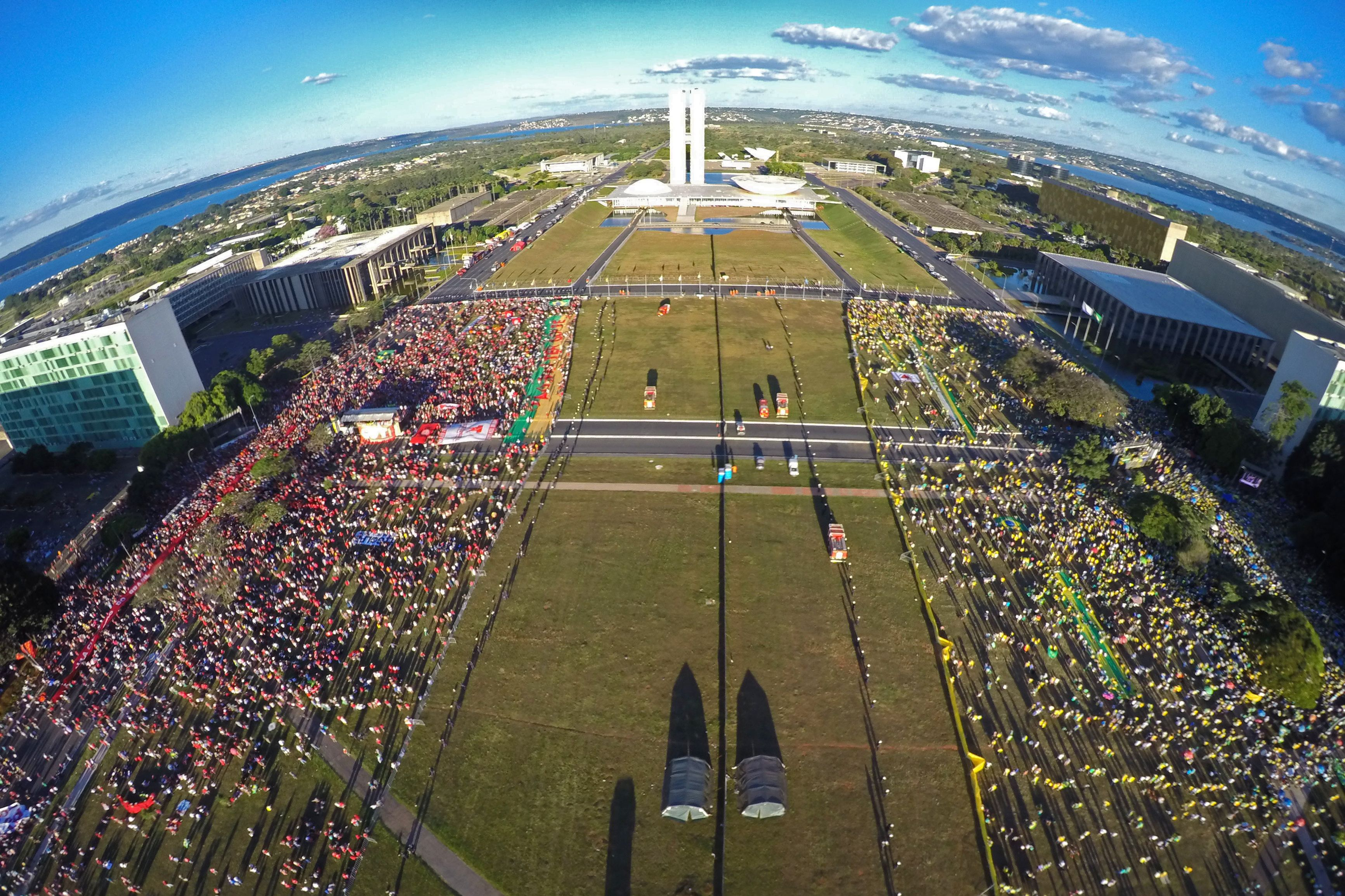
亲（左）和反迪尔玛·罗塞夫派（右）于2016年4月17日下议院投票弹劾总统时聚集在国会前

2014年，巴西联邦警察开展洗车行动，发现国营石油公司巴西石油前所未有的洗钱和腐败行为，其中高管涉嫌收受贿赂，以换取建筑公司的高价发包。2015年初，巴西爆发一连串针对总统迪尔玛·罗塞夫政府涉嫌腐败的抗议，许多政界人士被爆出牵涉巴西石油公司事件。到2016年年初，丑闻升级为全面爆发的政治危机，不仅影响到总统罗塞夫，还牵涉到前总统路易斯·伊纳西奥·卢拉·达席尔瓦，导致全国各地爆发数百万人参与的示威游行，反对和亲罗塞夫派份子兼有。亲罗塞夫派表示反政府示威者以腐败的名义铲除国家最高领导人，用在洗车行动期间被调查、想要中断调查的政治取代她。他们的怀疑因原本计划在罗塞夫被解任后出任计划部部长的参议员罗梅罗·胡卡（Romero Jucá）与前石油公司高管塞尔吉奥·马扎罗（Sergio Machado）一致同意铲除罗塞夫是结束调查的唯一途径的画面被录下来而经证实。《国家》的戴夫·齐林（Dave Zirin）指出里约奥运会有助于巩固政变。
与此同时，巴西面临着自20世纪90年代以来最严重的经济衰退，这引发了该国在这样不稳定的政治和经济衰退背景下充分做好奥运会准备的问题。经济合作与发展组织一位发言人表示巴西的经济衰退将忍受到2018年，只能通过举行新选举来解决。国际奥委会反而表示经济与政治发展关系“非常密切”。4月14日，奥运安保协调小组确信经济和政治危机不会影响赛事的安全和实现。在奥林匹亚的奥林匹克圣火采集仪式的演讲中，国际奥委会主席托马斯·巴赫评价巴西的政治环境：“这将会是巴西人的奥运会，尽管该国面临着诸多困难，但赛事会将希望的迅速带给其领土和全世界的每一个角落。赛事将会在世界被诸多危机震撼的时候举办。我要赞扬在几个星期内将以热情迎接全世界，让每个人惊讶于运动的喜悦和激情的巴西民众。”
5月12日，经过联邦参议员投票弹劾，总统罗塞夫被剥夺权利和职务达半年，因此副总统米歇尔·特梅尔将在赛事期间代任总统。罗塞夫将不会受邀出席赛事期间的任何活动。相反，以国家元首名义发出的主要邀请将被送给代任总统的副总统特梅尔，尽管特梅尔的合法性受到质疑。在此前的弹劾投票中，绝大多数巴西人支持举行新的大选，以此解决政治危机，只有8%的人支持特梅尔掌权。里约记者格伦·格林沃尔德称弹劾过程是“巴西精英意图犯下的反民主骗局。”由于预感到结果，反特梅尔示威正愈演愈烈。当以色列法语频道i24news问道政治危机可能会给奥运会带来的影响时，里约联邦议员让·威利斯表示赛事在动荡政局中举行。他表示：“社会运动和民间社会组织将参与公民抗命、街头抗议，政府可能会采用镇压武力来对抗平民。”威利斯不相信暴力，虽然他声称“社会运动会尊重奥运游客，同时举办和平示威活动对抗非法政府”。
2016年7月13日，巴西里約熱內盧市長帕埃斯(Eduardo Paes)，要求任天堂公司提前開放《Pokémon Go》的遊戲，以有利於銷售出還沒賣出的3分之1數量的門票。而這款遊戲在2016年8月4日奧運開幕前如願開放。

### 安全问题
尽管主办方承诺会加强安保，但里约仍然存在许多安全问题，2016年1月到5月就有2036起谋杀案。2016年5月21日，西班牙代表团三名成员在里约圣特雷莎被五名年轻人持枪抢劫，其中两人手持手枪。2016年6月，市长的一名保安下班时被抢后遇害；一名医生在高速公路上被杀；澳大利亚残奥代表人也遭到持枪枪击。奥运场馆主要道路红线上一名枪手用枪指着来往车辆的图片被爆出；黑帮在火线火并据称司空见惯，已造成多人死亡，其中一名17岁女孩于5月遇害。女孩被谋杀及其他案件促使一些国家考虑将私人保安团队带到奥运会。
2016年6月30日，科帕卡瓦纳奥运沙滩排球场附近的警方在海滩上发现一只脚和其他残肢，可能出自一位已经遇害的“女性或青少年”。警方表示残肢被海水冲干净，引发对里约暴力事件的潜在担忧。

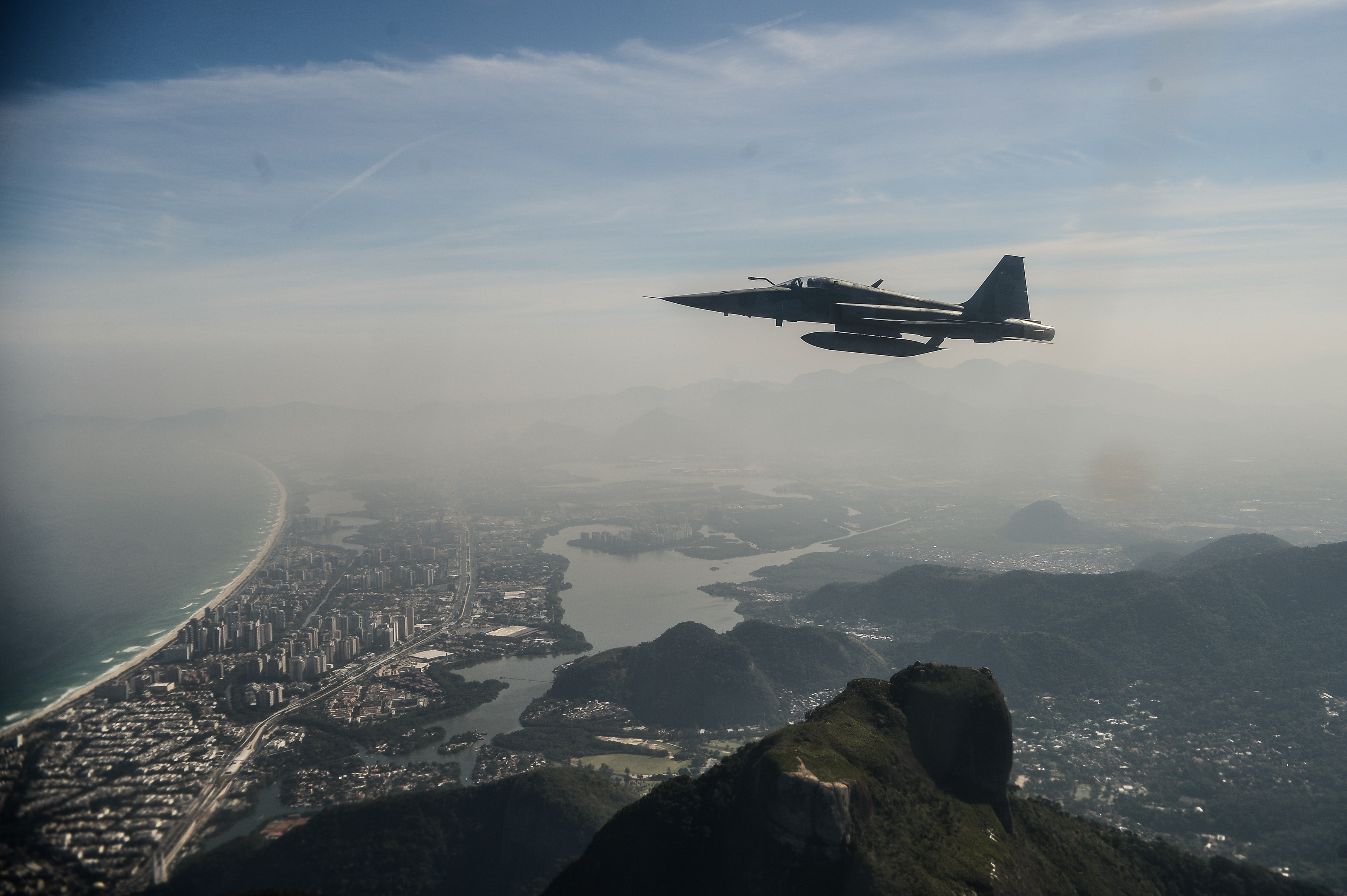
巴西空军的F-5战斗机为2016年奥运会进行空中拦截训练。

里约的犯罪问题因举办奥运会而受到更多关注。市长承认确保比赛免受暴力事件侵扰时面临着“大问题”。不过，他也表示，这样担心和问题在整个申办过程中已呈献给国际奥委会。里约州州长强调事实上伦敦也曾面临安保问题，国际奥委会选择伦敦承办2012年奥运会的会议结束第二天就发生了恐怖袭击。预计将有5500名全国公共安全部队成员和22000名军人（陆军14800名、海军5900名、空军1300名）在奥运会期间执勤，比里约一月份的固定配额要多。
不过，国际奥委会对城市和巴西民族解决这些问题的能力表示乐观，表示七年时间足够让里约清理犯罪问题。国际奥委会发言人马克·亚当斯告诉美联社：“我们相信他们有能力在七年内交付一届安全的赛事。安全当然是任何奥运会的一个至关重要的方面，不管它在世界上的哪个地方举办。当然这完全取决于国家、区域和市当局。”巴西前总统路易斯·伊纳西奥·卢拉·达席尔瓦指出里约此前举办过的高规格赛事都没出现重大事件，包括2007年泛美运动会。
里约计划平定当地社区或棚户区。以社区为基础的警方平定部队（Police Pacification Units）将透过街道巡防和公民工作在各个社区中建立信任。此外，公共安全地区研究所报告称，2012年首五个月里约凶杀率录得过去21年的最低值，每10万户居民中仅有10.9起凶杀案。然而，尽管杀人案和侵犯人权事件下降，人权观察组织还是敦促巴西调查法外处决行为。
2016年7月12日，法國表示，伊斯蘭國曾策劃於奧運期間攻擊法國代表隊。
2016年7月21日，距比赛开幕还有两个星期，巴西联邦警察挫败一群密谋利用有如1972年慕尼黑惨案的方式造成严重破坏的伊斯兰圣战恐怖分子。10名伊斯兰国份子被逮捕，另有两人在逃。另外，该恐怖组织一直积极鼓励针对英、美、法、以运动员发动单人袭击，建议使用无人驾驶飞机投毒或引爆炸药。
同時，受害者也衍生到選手身上，例如選手在選手村的東西會被失竊、帆船選手在外的維修工具會被偷走等，甚至代表團路上就被搶劫襲擊、被行事不良的警察綁架等過去奧運史上罕見的情形。

## 奧運賽前的問題

### 禁藥醜聞
2016年7月22日，里約奧運開幕前兩周，國際奧會宣布複檢結果，一共45人在過去兩屆奧運的藥物複檢未過，有15件來自倫敦奧運，涉及9個國家、2項運動；30件來自北京奧運，涉及8個國家、4項運動，其中包含23名2008年夏季奧運會獎牌得主。
同時俄羅斯的田徑、保加利亞及俄羅斯舉重運動員因為禁藥無緣本屆奧運，肯亞田徑運動員也因禁藥險些無緣奧運。
俄羅斯其他項目的參賽資格獲得有限度的保留，因為若全面禁賽也會危及賽程正常的排序（因為俄羅斯一共有282人要參加奧運，美國近600人，但美國近期禁藥問題較輕，亦有違公平性，因為並非只有俄羅斯有使用禁藥的事件，例如美國在過去也有存在過嚴重的禁藥事件），但该国运动员必须提供相关证据，证明自己已满足所属国际单项体育联合会的要求，同时也没有在赛前服用禁药，否则仍无法获得奥运资格。同時也是奧運近期歷史上因為禁藥所造成的最大危機。俄羅斯也從原本417名減少到282名運動員參賽。
同時，這屆奧運的藥檢作業會在奧運舉辦地進行，故很快就可知道藥檢結果。同時11544名運動員中，有94名有賽中使用禁藥的前科。

### 建筑问题

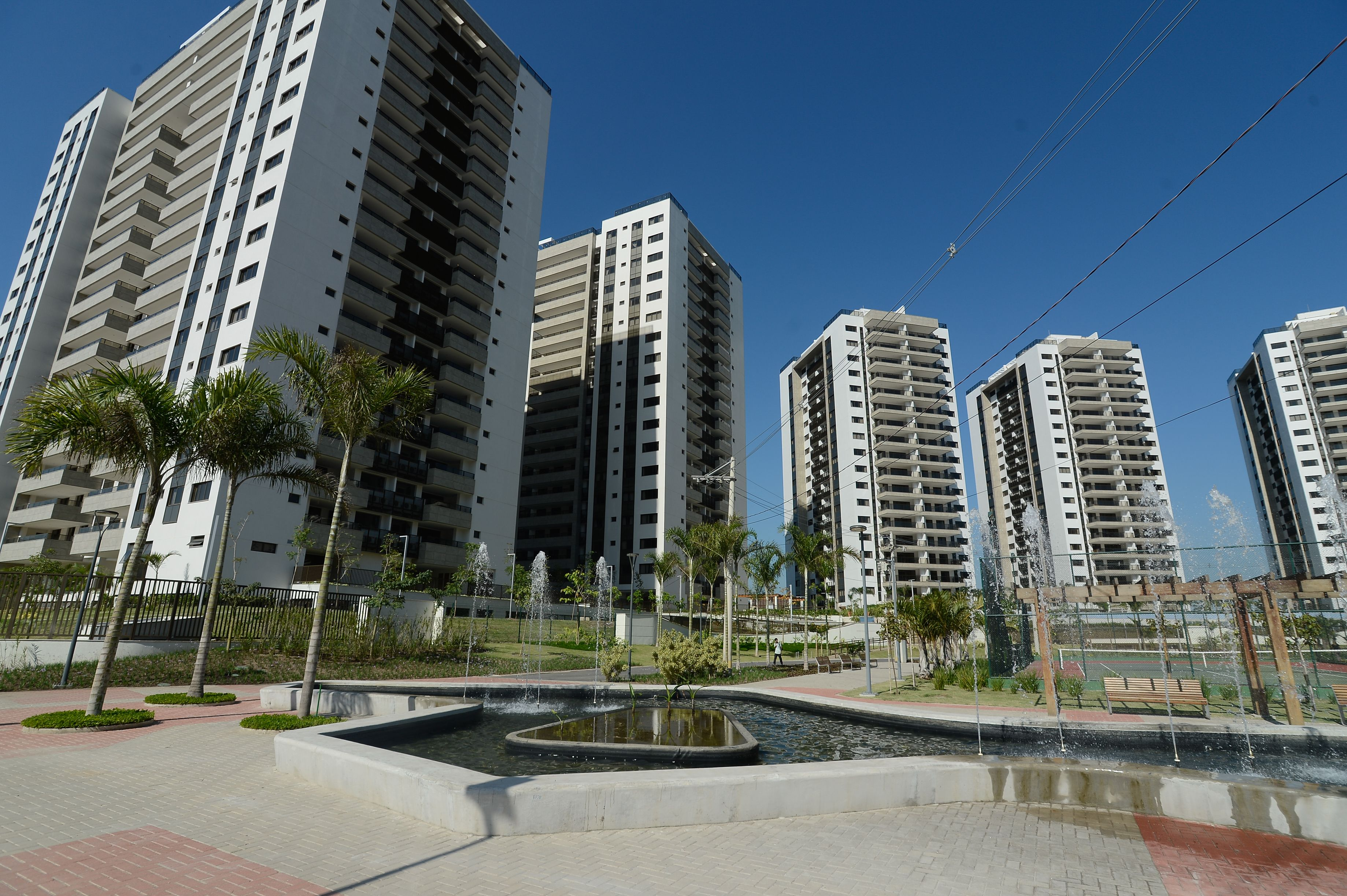
奥运村

尽管全市正在改善重大基础设施，但不少人担心部分项目无法完工。2014年5月9日，《伦敦标准晚报》报道称国际奥委会副主席约翰·科茨（John Coates）表示巴西的准备工作“是我遇到过最糟的”，并表示建设和基础设施项目严重落后于预期。该报援引称：“国际奥委会已成立特别工作小组尝试加快准备工作进展，但目前形势十分严峻。”，并认为这样的干预“史无前例”。尽管最初有担忧，里约奥组委于2015年12月29日报道称除里约奥运会自行车馆和青年体育场分别完工76%和75%外，其他场馆均已竣工。科茨的担忧此前曾被其他媒体报道。
4月21日圣火点燃当日，蒂姆·马雅自行车道穿越圣康拉多社区奥斯卡·尼迈耶大道的长50米的路段被巨浪侵袭后崩塌。两名行人掉进大海死亡，三人受伤。事件发生后的四日，里约市长爱德华多·帕埃斯宣布除了蒂姆·马雅自行车道會在奥运会之前修复完成之外，为道路负责的公司也将受到惩罚。
奥运村被誉为史上最大。但有官员认为运动员村“无法居住”且不安全，因为离奥运会开幕还有两周浮现出管道和电路隐患。小区部分公寓楼出现马桶阻塞、水管漏水、电线外露、楼梯间没有照明且地面潮湿等问题。澳大利亚代表队官员认为分配给他们的公寓塔楼无法居住，导致全队抵制奥运村。当地奥委会组建500余人的团队，正努力解决各代表团报告的问题。
除了澳大利亚代表队外，其他包括阿根廷、荷蘭還有白俄羅斯代表隊也抱怨此次奧運村的安全問題令人傻眼，不排除可能向巴西當局求償。甚至出現工人不遵守禁菸令造成地下室失火，會有部分公寓楼出现马桶阻塞、水管漏水、电线外露、楼梯间没有照明且地面潮湿等问题，可能是因為工人蓄意破壞造成。

## 比賽期間

### 国旗出错
自里约奥运会开幕至今，赛场上使用的部分中华人民共和国国旗存在严重的问题。根据《中华人民共和国国旗法》明确规定：“中华人民共和国国旗是五星红旗，旗面为红色，长宽比例为3:2。左上方缀黄色五角星五颗，四颗小星环拱在一颗大星的右面，并各有一个角尖正对大星的中心点。”而在里约出现的中国国旗上的小星却是平行排列的。
2016年8月7日，张梦雪为中国军团斩获了首金，然而在颁奖仪式上，里约奥组委使用的仍是错误的中国国旗。中国代表团工作人员表示，目前中国代表团已经向组委会反应交涉。8月10日，中国驻巴西使领馆表示，经中国奥委会反复强烈交涉，里约奥组委最终同意重新赶制颁奖典礼上的中国国旗。制作国旗的企业经过30个小时加班加点，完成中国国旗制作并装车赴运，将原本需要4－5个工作日的任务提前完成。这些旗帜计划于11日运抵里约。
然而在8月21日举行的女子排球比赛颁奖仪式上，中国国旗再次出错，再次引发网友争议。为此，中国驻巴西使领馆表示强烈不满，无法接受这一严重错误。里约奥组委也表示将专门召开会议进行检讨，并向中国政府和中国人民致歉。
另外，出错的不只是中国国旗，在射击女子10米气步枪的颁奖礼上升起的美国国旗也出现错误，其长宽比例并非美国法典规定的19:10。

### 比賽問題

#### 安全問題
男子公路自行車賽發現有不明包裹，終點線被放置一個不明袋子，當地防爆人員不敢大意，隨即在現場引爆，巨大聲響嚇壞不少觀眾，所幸沒有傳出有選手及人員傷亡，比賽也照常舉行。

#### 意外事件
法國體操選手萨米尔·艾特·赛义德在男子體操資格賽時在跳馬的最後動作摔斷腿，讓他往後近一年必須休養，並且當時驚悚畫面嚇壞了現場觀眾、其他參賽者還有轉播時的電視機前觀眾，也凸顯出了為了追求成績，而做出不熟悉的高難度動作所發生的意外的危險性。（而這不是奧運史上唯一一起賽中意外，例如上屆奧運的撐竿跳比賽拉薩羅·伯格斯也發生意外，當時他的跳竿發生斷裂，而他掉在軟墊上沒有受傷，但也間接使他在預賽被淘汰）
舉重也發生意外，向艷梅舉重抓舉時被118公斤的槓鈴砸中自己，同樣嚇壞了現場觀眾、其他參賽者還有轉播時的電視機前觀眾，但是仍然忍痛獲得69公斤級金牌。

#### 欠缺道德的觀眾
撐竿跳銀牌得主在24小時內被觀眾二次噓聲。奧運會主席托馬斯·巴赫對於這些人的行為“令人震驚”且“奧運上無法接受”。

#### 拳擊比賽判決問題
奧運男子拳擊49公斤級賽事，中國拳擊手呂斌在裁判勝負前以為贏了高舉雙手慶祝，未料裁判卻判對手獲勝，呂斌事後在个人微博表示「裁判偷走了我的夢想」；而男子雛量56公斤級複賽，愛爾蘭拳手迈克尔·康兰將對手打得對手頭破血流，最終卻輸掉比賽，讓他怒斥裁判：「一群作弊的雜種！」；烏茲別克拳手蓋布納扎洛夫（Fazliddin Gaibnazarov）被美國拳手羅素（Gary Russell）揍了一頓，最後裁判竟判蓋布納扎洛夫獲勝，赛后罗素的父亲对媒体愤怒地说：“我们没有钱去贿赂裁判。”迫使國際拳總撤換部分奧運部分裁判，但國際拳總並未公布遭撤換裁判的姓名，部分媒體甚至點名要國際拳擊總會主席下台。
2016年10月6日，国际拳击联合会在瑞士洛桑宣布，参加里约奥运会的36名裁判和执法官员全部被禁赛。国际拳联将组织特别调查委员会，对他们的行为进行严查。

#### 美国4×100米接力问题
8月18日在田径女子4×100米接力的第二组预赛中，美国队愛麗森·費利克斯即将向英格利希·加德納交接棒时，費利克斯摔倒，接力棒掉落。美国队成绩因此受到影响。美国队称在交接棒中受到巴西队的阻挡，提出申诉。仲裁认为美国队员确实受巴西队员阻挡影响成绩，批准这一申诉，取消了巴西队的成绩，美国队则被允许单独重赛一次。国际田联要求美国队在单独重赛时使用相同的队员和棒次顺序，在相同的赛道上进行。此前排名第八晋级决赛的中国队对此提出抗议，但抗议被驳回。美国队在单独重赛后以排名第一的身份进入决赛，中国队则因此失去晋级资格。中国认为此判决有失公允，再次提出申诉，建议九支队伍参加决赛，决赛分为两组进行，但此次申诉也同样被驳回。中国田径队认为此判决不够公平，指出肢体碰撞在田径比赛中很常见，巴西队员无意影响美国队员，此前类似事件的判决多是不再重赛；中方还认为美国队交接棒中本身即存在失误，掉棒并非完全是巴西队员阻挡所致，不应将失误原因全部归咎于阻挡；中方在申诉中提出“单独重赛”无干扰、无竞争，与正常竞赛的环境不同，因此不够公平，但中国田径队依然称“尊重国际田联做出的最后裁决”。这是奥运会田径比赛中首次出现“单独重赛”，但在2014年欧洲田径锦标赛中曾出现类似的“单独重赛”判决。
之后田径男子4×100米接力决赛中，美国又出现因串道犯规被判成绩无效，美国同样再次申訴，但申訴被驳回，加拿大队保持铜牌，中国田径队保持第四名并且没做评价。

### 比賽期間的禁藥醜聞
在本届奥运会赛程中出现多起禁药丑闻。塞浦路斯举重运动员安东尼斯·马塔西迪斯（Antonis Martasidis）和希腊的一位举重运动员在开幕式当天药检呈阳性被禁赛。波兰举重运动员阿德里安·杰林斯基和其兄弟湯馬斯·茲林斯基二人都被检出服用类固醇类禁药诺龙，被遣返回国。中国游泳运动员陈欣怡在女子100米蝶泳决赛中排名第四，但在8月12日药检发现其服用禁药利尿剂氢氯噻嗪，她的成绩也因此取消。保加利亚田径选手西爾維婭·丹尼科娃被检出服用了禁药紅血球生成素，随后被取消了参赛资格。吉尔吉斯斯坦举重运动员伊扎特·阿尔特科夫在男子举重69公斤级的比赛中获得铜牌，但在之后的药检中检出番木鳖碱阳性，其铜牌被取消。之前获得的第四名的哥伦比亚选手路易斯·哈维尔·莫斯克拉因此上升至第三名，获得铜牌。摩尔多瓦皮划艇选手谢尔盖·塔尔诺夫斯基因药检不过关被临时禁赛，无法参加男子1000公尺雙人加拿大式艇的比赛。

### 運動員性侵醜聞
先後兩名Hassan Saada、Jonas Junius拳擊手因為性侵醜聞而被捕，其中Hassan Saada比賽資格因此被取消。

### 洛赫特門
詳細情形參見洛赫特門
8月14日，美国游泳运动员瑞安·洛赫特声称和三位队友古纳·本茨、杰克·康格、吉米·费根一同遭遇假警察持枪抢劫。之后巴西警方展开调查，未能找到证据，怀疑“抢劫”这一说法的真实性。17日，里约当地法院裁定扣留四人的护照，要求其留在巴西境内配合调查，但当时美国游泳队已经离开。巴西警方一度登上飞机，带走了古纳·本茨和杰克·康格两人，要求其配合调查。此时瑞安·洛赫特已于前一日回到美国。巴西警方在调查后认为，洛赫特等人的故事纯属虚构。警方查看了四人声称被抢劫当晚的监控录像，指出四人在进入奥运村安检时，钱包并未被抢走，四人神情也十分轻松。警方还在一座加油站的监控中发现，四人损坏了加油站的洗手间，之后与持枪的保安发生了冲突。警方认为四人伪造了“抢劫”的情节，以掩盖破坏公物的事实。美国奥委会随后向巴西方面致歉，巴西警方则继续展开深入调查。四名运动员可能面临“破坏公物”和“报假警”的指控。本茨和康格于18日获准离境；费根在同意向巴西慈善组织捐款11,000美元后被免于起诉，款项结清后即可离境。洛赫特也在19日发表声明，就此事向公众道歉。
2016年9月8日，瑞安·洛赫特被禁賽10個月、失去奧運獎金及美國游泳協會資助、不得參加表揚儀式並同時10個小時社會服務，本茨、康格、费根則被禁賽4個月。

### 運動員互相批評爭議

#### 霍爾頓-孫楊之爭
麥克·霍爾頓贏得里约奥运会400米自由泳金牌，在賽後媒體採訪時，表示自己「只是打敗了吃禁藥的對手」，还称在比赛中获得亚军的中國選手孙杨为“服药的骗子”。他称自己并非针对孙杨，只是对药检阳性的运动员不满。之後麥克再度受訪時表示，「孙杨藥檢曾被驗出使用禁藥是事實」、「運動界對於禁藥應該採取零容忍政策」。但他也承认，他使用极具挑衅性的“骗子”来称呼对手孙杨，是由於他在賽前長期採取的策略，在心理上刻意貶低對手而舒緩自身的壓力，才會在賽後訪問將貶低對手的言語脫口而出。
孫楊對此則回應：「这是澳大利亚人的小伎俩，每一位能够来到奥运会的选手都应该受到尊重。」中国游泳协会认为霍尔顿此番言论「缺乏素养和体育道德」，要求澳大利亚游泳协会对此事道歉，但遭到澳大利亞方面的拒絕。
国际奥委会发言人马克·亚当斯（Mark Adams）8月8日就霍爾頓的争议言论表态称：“虽然我们鼓励言论自由的立场很清楚，但另一方面，奥运攸关尊重他人及尊重他人竞赛的权利。每个状况当然有不同原因，但任何事都有底线，就是人们享有平静比赛的自由。”他同时表示国际奥委会不会对此事件展开深入调查。

#### 金-伊菲莫娃之争
露莉亞·伊菲莫娃在女子100公尺蛙式準決賽中获胜时，伸出食指表示庆祝，体育馆内曾爆发嘘声。美国运动员莉莉·金在采访中称她曾“服用禁药作弊被抓”，明确表示自己不喜欢她。她在决赛获得银牌，颁奖时观众再次爆发嘘声。获得冠军的莉莉·金则多次表示伊菲莫娃不应该被允许参赛，也拒绝对伊菲莫娃表示祝贺。其原因是伊菲莫娃曾在2013年和2016年两次药检呈阳性。她在2013年曾被禁赛16个月，2016年一度被國際游泳聯合會裁定禁止参加本届奥运会，最後向國際體育仲裁法庭提出上訴，才獲得里約奧運資格。大量观众和运动员对她的参赛表示了不满。莉莉·金在受訪就中透露，她既不尊重也不同意國際奧委會和国际泳联讓伊菲莫娃參賽的決定。伊菲莫娃则表示希望能获得运动员和观众的理解，也希望“不要让政治干预进来”，称其他运动员“不了解事情真相”。她还认为对俄罗斯运动员的禁赛是“冷战”的重现。

### 水池變色
在跳水比赛期间曾发生跳水池水呈现绿色的事件，并被广泛传播。有专家称绿水可能会影响运动员的健康。为此，里约奥组委发言人安德拉达10日在新闻发布会上回应称，这是池水的碱度急剧变化所致，不会影响运动员的健康。
事件不久后，有媒体曝光出水球比赛池的水也变成了绿色。有澳大利亚运动员在与日本运动员在水球池进行比赛获得胜利之后表示眼睛感到刺痛。
為避免問題擴大，8月13日緊急關閉跳水及旁邊的水球水池，以便讓水池變回藍色。后据巴西工作人员表示，跳水池在清洗水池时用了过氧化氢（双氧水），但错误与氯混合使用，两种化学物质产生作用让水中氯气被中和，浮藻得以滋生，使得池水变绿。

### 国歌演奏问题
在8月4日举行的尼日利亚队与日本队的足球B组赛的赛前奏国歌仪式上，组委会将尼日利亚国歌放成尼日尔国歌，引发尼日利亚球迷的愤怒。在比赛开始四分钟后，组委会就此事致歉。
另外，在美国代表团运动员的颁奖仪式上所播放的美國國歌不是官方正式版本。美國密西根大學音樂教授Jason de Boer表示，這個版本的國歌根本是給失敗者聽的。

### 评论员言论爭議

#### 涉嫌种族歧视
8月11日，加拿大廣播公司（Canadian Broadcasting Corporation）評述員拜伦·麦克唐纳（Byron MacDonald，曾參與1972年夏季奧林匹克運動會）為賽事旁述期間，疑在忘記關麥克風的情況下，评论14歲中国女运动员艾衍含「died like a pig」（像豬一样死掉了），引发争议。随后加拿大广播公司立刻在Twitter上多次致歉。大量观众认为此言论有种族歧视色彩，对此表达强烈的不满。之后麦克唐纳在直播中再次道歉，同时称此言论并非针对运动员个人，只是对她失误表现做出的评价，对运动员本身并无不尊重之意。
同日，前法國體操名將，北京奧運跳馬銀牌得主布埃爾（Thomas Bouhail）在推特上称日本體操男團像是一群「小皮卡丘」，又對日本女子隊伍也說出類似的話，這番言論引起争议。大量法国网民、法国視聽覺最高評議會和法国反种族歧视的组织认为类似言论涉嫌对日本人的種族歧視，布埃爾在Twitter上致歉。但也有部分日本网民称未感到被歧视，认为“这个比喻很可爱”。

#### 其他争议言论
8月7日，全国广播公司评论员艾尔·特劳维希（Al Trautwig）在Twitter上称美国体操运动员西蒙·拜爾斯的养父母“虽然可能是她的爸妈（mom and dad），但不是她的父母（parents）”。拜尔斯亲生父母因吸毒酗酒而无力抚养子女，她和妹妹在2001年被祖父母罗恩·拜尔斯和内莉·拜尔斯收养，之后他们成为拜尔斯的养父母。特劳维希之后删除了这条推文，但言论已经引发不满，被观众指责“冷漠”“残忍”。之后特劳维希公开表示歉意。
8月9日，BBC评论员保罗·汉德（Paul Hand）在网球赛事的场间休息时解说现场的“亲吻镜头”（kiss cam，出现在镜头中的两个观众需当众亲吻），当镜头指向异性恋情侣时称“看着很可爱”，但之后称不愿看到镜头对准“两个坐在一起的男人”。此言论被指“恐同”，引发广泛批评。随后BBC向观众致歉。

## 反以色列行為
黎巴嫩選手在奧運開幕式前要搭車時，卻擋住車門不讓以色列選手上車，由於兩國目前並無外交關係，雙方甚至爆發激烈的口角衝突，主辦單位擔心雙方恐會發生肢體衝突，甚至引發國際糾紛，因此還是安排兩國選手搭乘不同車輛前往比賽場地，由於當時是黎巴嫩的代表團團長擋住車門，黎巴嫩說法是他們有權阻止其他206個代表團上車才會這樣，事後國際奧委會也對他及該國選手發出警告，強調不希望再有類似事件發生。
女子52公斤級賽事沙烏地阿拉伯選手约迪-法米（Joud Fahmy）对手本是毛里求斯的克里斯蒂安妮-勒根蒂尔（Christianne Legentil ），但沙烏地方面突然宣称法米因伤退赛。随后，以色列媒体披露，法米并没有受伤，她退赛只是为了防止一旦取胜后，下轮就要面对以色列选手。
雖然埃及承認以色列，但是男子100公斤以上級的埃及柔道選手薛哈比（El Shehaby）不敵以色列選手奥尔·萨松（Or Sasson），賽後竟拒絕握手，遭現場觀眾噓爆。國際奧委會表示，薛哈比將被送回國。

## 倒票醜聞
8月5日，里约警方逮捕了两名涉嫌将数百张分配给爱尔兰奥委会的门票转售的人士。其中一人受雇于2012年爱尔兰奥委会授权的门票经销商THG Sports，但爱尔兰否认涉事。该国体育部长谢恩·罗斯（Shane Ross）下令“彻查”。而本届的门票经销商Pro 10 Sports Management表示被捕男子负责为单位分发合法购买的门票。8月17日，爱尔兰奥委会主席帕特·希基在里约被警方带走调查。截至8月22日，3名爱尔兰奥委会官员基尔提（Kevin Kilty）、海尼汉（Dermot Henihan）及马丁（Stephen Martin）被控涉及里约奥运会非法倒票，其护照被警方暂扣并接受调查，手机与电脑也被查封。爱尔兰奥委会主席希基现关押于班古重刑监狱，之後交保但限制出境以等候法院的听审。